# Вальвазоне
Вальвазоне (італ. Valvasone, вен. Valvason) — колишній муніципалітет в Італії, у регіоні Фріулі-Венеція-Джулія,  провінція Порденоне. З 1 січня 2014 року Вальвазоне є частиною новоствореного муніципалітету Вальвазоне-Арцене.
Вальвазоне розташоване на відстані близько 460 км на північ від Рима, 85 км на північний захід від Трієста, 16 км на схід від Порденоне.
Населення — 2180 осіб (2014).
Щорічний фестиваль відбувається 29 червня. Покровитель — святий Петро.

## Демографія
Населення за роками:

Станом на 31 грудня 2010 року в муніципалітеті офіційно проживало 176 іноземців з 26 країн, серед них 75 громадян країн Євросоюзу та 5 громадян України.

## Уродженці
- Антоніо Монтіко (*1932 — †2013) — італійський футболіст, півзахисник, згодом — футбольний тренер.

## Сусідні муніципалітети
- Арцене
- Казарса-делла-Деліція
- Кодроїпо
- Сан-Мартіно-аль-Тальяменто
- Сан-Віто-аль-Тальяменто
- Седельяно